# WTA 125K series 2020
WTA 125K series 2020 – sezon profesjonalnych kobiecych turniejów tenisowych niższej kategorii organizowanych przez Women’s Tennis Association w 2020 roku, które pierwotnie miały obejmować cykl 14 turniejów z pulą nagród wynoszącą 125 000 dolarów amerykańskich (z wyjątkiem turniejów z serii Oracle Challenger Series, których pula nagród wynosiła 162 480 dolarów amerykańskich). Zawody rozgrywane w ramach WTA 125K series nie były zaliczane do głównego cyklu rozgrywek WTA Tour.
Niektóre turnieje zostały odwołane z powodu pandemii COVID-19.

## Kalendarz turniejów
| Data        | Turniej                                                                                | Zwyciężczynie                 | Wynik         | Finalistki                             | Półfinalistki                   | Ćwierćfinalistki                                                             |
| ----------- | -------------------------------------------------------------------------------------- | ----------------------------- | ------------- | -------------------------------------- | ------------------------------- | ---------------------------------------------------------------------------- |
| 27 stycznia | Oracle Challenger Series – Newport Beach Newport Beach 162 480 $ – Twarda – 48S/4Q/16D | Madison Brengle               | 6:1, 3:6, 6:2 | Stefanie Vögele                        | Nadia Podoroska Taylor Townsend | Jessica Pegula Tatjana Maria Christina McHale Coco Vandeweghe                |
| 27 stycznia | Oracle Challenger Series – Newport Beach Newport Beach 162 480 $ – Twarda – 48S/4Q/16D | Hayley Carter Luisa Stefani   | 6:1, 6:3      | Marie Benoît Jessika Ponchet           | Nadia Podoroska Taylor Townsend | Jessica Pegula Tatjana Maria Christina McHale Coco Vandeweghe                |
| 2 marca     | Oracle Challenger Series – Indian Wells Indian Wells 162 480 $ – Twarda – 48S/4Q/16D   | Irina-Camelia Begu            | 6:3, 6:3      | Misaki Doi                             | Wiera Zwonariowa Łesia Curenko  | Laura Siegemund Yanina Wickmayer Jessica Pegula Olga Danilović               |
| 2 marca     | Oracle Challenger Series – Indian Wells Indian Wells 162 480 $ – Twarda – 48S/4Q/16D   | Asia Muhammad Taylor Townsend | 6:4, 6:4      | Caty McNally Jessica Pegula            | Wiera Zwonariowa Łesia Curenko  | Laura Siegemund Yanina Wickmayer Jessica Pegula Olga Danilović               |
| 31 sierpnia | Prague Open Praga 3 125 000 $ – Ceglana – 128S/32D                                     | Kristína Kučová               | 6:4, 6:3      | Elisabetta Cocciaretto                 | Ivana Jorović Nadia Podoroska   | Francesca Jones Çağla Büyükakçay Marina Mielnikowa Anna Karolína Schmiedlová |
| 31 sierpnia | Prague Open Praga 3 125 000 $ – Ceglana – 128S/32D                                     | Lidzija Marozawa Andreea Mitu | 6:4, 6:4      | Giulia Gatto-Monticone Nadia Podoroska | Ivana Jorović Nadia Podoroska   | Francesca Jones Çağla Büyükakçay Marina Mielnikowa Anna Karolína Schmiedlová |

### Turnieje odwołane w związku z pandemią
| Data           | Turniej                                                                        |
| -------------- | ------------------------------------------------------------------------------ |
| 16 marca       | Abierto Zapopan Guadalajara 125 000 $ – Twarda – 32S/8Q/16D                    |
| 13 kwietnia    | Xi’an Open Xi’an 125 000 $ – Twarda – 32S/16Q/16D                              |
| 27 kwietnia    | Kunming Open Anning 125 000 $ – Ceglana – 32S/16Q/16D                          |
| 1 czerwca      | Bol Open Bol 125 000 $ – Ceglana – 32S/16D                                     |
| 6 lipca        | Swedish Open Båstad 125 000 $ – Ceglana – 32S/16D                              |
| 27 lipca       | Karlsruhe Open Karlsruhe 125 000 $ – Ceglana – 32S/6Q/8D                       |
| 27 lipca       | Oracle Challenger Series – New Haven New Haven 162 480 $ – Twarda – 48S/4Q/16D |
| 7 września     | Warsaw Open Warszawa 125 000 $ – Ceglana – 32S/6Q/8D                           |
| 28 września    | Tashkent Open Taszkent 125 000 $ – Twarda – 32S/6Q/8D                          |
| 5 października | Taipei Open Tajpej 125 000 $ – Dywanowa (hala) – 32S/16Q/16D                   |
| 16 listopada   | Oracle Challenger Series – Houston Houston 162 480 $ – Twarda – 48S/4Q/16D     |
| 14 grudnia     | Open de Limoges Limoges 125 000 $ – Twarda (hala) – 32S/8Q/8D                  |

## Wygrane turnieje

### Klasyfikacja tenisistek
| Wygrane | Zawodniczka        | S | D | S | D |
| ------- | ------------------ | - | - | - | - |
| 1       | Irina-Camelia Begu | ● |   | 1 | 0 |
| 1       | Madison Brengle    | ● |   | 1 | 0 |
| 1       | Kristína Kučová    | ● |   | 1 | 0 |
| 1       | Hayley Carter      |   | ● | 0 | 1 |
| 1       | Lidzija Marozawa   |   | ● | 0 | 1 |
| 1       | Andreea Mitu       |   | ● | 0 | 1 |
| 1       | Asia Muhammad      |   | ● | 0 | 1 |
| 1       | Luisa Stefani      |   | ● | 0 | 1 |
| 1       | Taylor Townsend    |   | ● | 0 | 1 |

### Klasyfikacja państw
| Wygrane | Kraj              | S | D |
| ------- | ----------------- | - | - |
| 4       | Stany Zjednoczone | 1 | 3 |
| 2       | Rumunia           | 1 | 1 |
| 1       | Słowacja          | 1 | 0 |
| 1       | Białoruś          | 0 | 1 |
| 1       | Brazylia          | 0 | 1 |